# 中塘镇 (重庆市)
中塘乡，是中华人民共和国重庆市黔江区下辖的一个乡镇级行政单位。

## 行政区划
中塘乡下辖以下地区：
中塘村、兴泉村、胜利村、迎新村和双石村。